# ゆるい
『ゆるい』は、2016年7月9日から9月24日まで毎週土曜（7月8日から9月23日まで金曜深夜）の3:40から3:55にTOKYO MXで、2016年7月12日から9月27日まで毎週火曜（7月11日から9月26日まで月曜深夜）の1:45から2:00にサンテレビで放映された特撮テレビドラマ。
さまざまな「マメキャラ」が人間社会に個々の生物として存在する世界を舞台に、マメキャラと人間の生きざまや死にざまを描く。また、マメキャラによって人間が殺害される際には、直接的な出血描写こそ伴わないものの貪り食われたり一般人に不可解な事故死を迎えるなど、ホラー要素も多分に含まれている。
ゆうばり国際ファンタスティック映画祭2017では、エピソードを特別編集した『ゆるい -特別版-』が上映された。

## レギュラー出演者
- 紗綾
- 鎌田規昭
- 明石浩充
- 三好敦
- 粕谷奈美（スーツアクター）
- 森優子（マメキャラの声）

## スタッフ
- 総合演出：久保直樹
- 製作：マメゾウピクチャーズ、トップマーシャル
- 制作：ディープサイド
- エグゼクティブプロデューサー：菊田昌史
- プロデューサー：岡崎光洋、荒木洋之、小河原修
- ラインプロデューサー：森満康巳
- アシスタントプロデューサー：山下葉子
- 監督・脚本：河野真也（1,4,6,10,11,12話）、熊谷祐紀（2,3,5,7,8,9話）
- 6話演出：飯塚貴士
- 撮影：山本圭昭
- 録音：田代浩由紀
- 特殊造型：土肥良成、鈴木雪香、大森敦史、東千尋、柴華愛
- ヘアメイク：佐々木愛、柳原まみ
- 助監督：湯本信一、中原佑典
- 制作：小西圭太郎
- 音楽：吉岡聖治
- 6話造型協力：J-FACTORY
- 6話人形衣装：atto.
- 6話撮影協力：長尾真莉子
- マメキャラ造型：（有）ジョイント企画　造型部
- マメキャラデザイン：今田大介
- マメキャラ縫製チーフ：西村隆
- マメキャラ縫製スタッフ：牧平彩花、高木美季、千葉萌、酒井幸乃
- マメキャラ造型チーフ：桜田卓
- マメキャラ造型スタッフ：山本義生、黒川史也
- スチル：ノーマン・イングランド
- メイキング：阿部誠、福島隆弘
- 技術デスク：稲葉正広
- MAエンジニア：高田義紀
- CG：影山英嗣
- 音響効果：坂口由洋
- MAアシスタント：南裕貴弥

## 主題歌
歌はいずれもILoVUが担当している。
オープニングテーマ「Hate Myself〜こんなジブンを愛せる日まで〜」
作詞：溝口貴紀 / 作曲：毛蟹
エンディングテーマ「FLY HIGH」
作詞・作曲：福島貴夫

## 放映リスト
|    | サブタイトル               | 登場マメキャラ | ゲスト出演者                                                 |
| -- | -------------------------- | --- | ------------------------------------------------------------ |
| 1  | マメゾフは燃えているのか？ | マメゾフ | 藤井奈々、帆春、富田翔                                       |
| 2  | 狼なんか怖くない？         | ヴォルフェン | 紗倉まな、水野駿太朗、高橋良平、バーガー長谷川               |
| 3  | ぼく、カッツェ             | カッツェ | 落合モトキ、戸塚純貴、平嶋夏海                               |
| 4  | アットホーム               | マイホムント | 西興一朗、田川可奈美、水之直哉                               |
| 5  | 隣人モモンタ               | モモンタ | 瀧内公美、渋谷謙人                                           |
| 6  | セイギノミカタ             | エルジャスティーノ、（ジャスティブルー） | 赤石考、城戸航也、結城真理、南雲大輔、由木はる美（声の出演） |
| 7  | サイキック・イルフィン     | イルフィン、（ブタマスク、ウサギマスク ウママスク、パンダマスク）                                                                                 | 山本匠馬、津賀保乃、河野良祐、森脇史登                       |
| 8  | TOKYO切り裂きジャック      | ジャック・ザ・リッパー | ハヤテ、岩本涼介                                             |
| 9  | オフィス街の悪夢           | ドロンタ | 中山由香                                                     |
| 10 | 片付けられない             | ソウジロー | 小宮有紗                                                     |
| 11 | 手紙                       | ブッタンデス | 水越朝弓、山田帆風、岡村優                                   |
| 12 | 夢のあと                   | マメゾフ、ヴォルフェン、カッツェ マイホムント、モモンタ、エルジャスティーノ イルフィン、ジャック・ザ・リッパー、ドロンタ ソウジロー、ブッタンデス | 美貴、木三原さくら                                           |